# Baeolidia moebii
Es una babosa marina o eólido. La especie Baeolidia moebii es un molusco gasterópodo de la familia Aeolidiidae. A esta y a todas las especies de esta familia se le conocen comúnmente como nudibranquios aeólidos. La especie Berghia major actualmente es considerada como sinónimo de Baeolidia moebii.

## Clasificación y descripción
El cuerpo es grande, disminuyendo de tamaño hacía la parte posterior. En la parte del pie cercano a la cabeza se observan unas esquinas anchas. El color del cuerpo varía, generalmente es gris o marrón-verdoso pero puede llegar a ser de color rojo. El dorso usualmente tiene parches de color blanco brilloso. En la parte anterior de la cabeza tienen un anillo blanco o amarillo, que continúa hacía los tentáculos orales formando una banda de color claro. Tanto el anillo como la banda puede ser discontinuo. Los rinóforos, que pueden tener una serie de protuberancias, son más pequeños que los tentáculos orales. Los rinóforos, los tentáculos orales y las esquinas del pie son del mismo color que el cuerpo. Alcanza hasta los 40 mm de longitud total.

## Distribución
Baeolidia moebii fue descrita originalmente para las Islas Mauricio, pero actualmente se ha registrado en varios sitios: Seychelles, Tanzania, Mozambique, Isla Reunión, Australia, Indonesia, Filipinas, Japón y las Islas Marshall. En el Pacífico Oriental se ha registrado en Hawái, en Estados Unidos y México, incluido el Golfo de California. Incluso ha sido registrado en Turquía.

## Ambiente
Se le encuentra en aguas tropicales y subtropicales en arrecifales y costeras. Es depredador de la anémona marina de nombre científico Cricophorus nutrix.

## Estado de conservación
Hasta el momento en México no se encuentra en ninguna categoría de protección, ni en la Lista Roja de la IUCN (International Union for Conservation of Nature) ni en CITES (Convención sobre el Comercio Internacional de Especies Amenazadas de Fauna y Flora Silvestres).